# Eccellenza Emilia-Romagna
La Eccellenza Emilia-Romagna es una de las divisiones regionales que conforman la Eccellenza, la quinta categoría de fútbol de Italia, y la conforman los equipos de la región de Emilia-Romagna.
La liga está compuesta por 36 equipos divididos en dos grupos de 18, donde los ganadores de cada grupo ascieden a la Serie D y los segundo lugares de cada grupo juegan el playoff de ascenso, mientras que los últimos tres equipos de cada grupo descienden a la Promozione.

## Ediciones anteriores

### Grupo A
- 1991–92: Fidenza
- 1992–93: Reggiolo
- 1993–94: Sassolese San Giorgio
- 1994–95: Mantova
- 1995–96: Virtus Pavullese
- 1996–97: Virtus Castelfranco
- 1997–98: Casalese
- 1998–99: Bagnolese
- 1999–2000: Poggese
- 2000–01: Lentigione
- 2001–02: Virtus Pavullese
- 2002–03: Bagnolese
- 2003–04: Virtus Castelfranco
- 2004–05: Castellarano
- 2005–06: Fidenza
- 2006–07: Crociati Parma
- 2007–08: Fiorenzuola
- 2008–09: Dorando Pietri
- 2009–10: Bagnolese
- 2010–11: BettolaPonte
- 2011–12: Formigine
- 2012–13: Piacenza
- 2013–14: Fiorenzuola
- 2014–15: Lentigione
- 2015–16: Castelvetro
- 2016–17: Vigor Carpaneto
- 2017–18: Axys Zola
- 2018–19: Correggese

### Grupo B
- 1991–92: Argentana
- 1992–93: San Marino
- 1993–94: Imola
- 1994–95: Iperzola
- 1995–96: Boca Bologna
- 1996–97: San Marino
- 1997–98: Russi
- 1998–99: Bellaria Igea Marina
- 1999–2000: Mezzolara
- 2000–01: Boca Bologna
- 2001–02: Ravenna
- 2002–03: Cattolica
- 2003–04: Reno Centese
- 2004–05: Cervia
- 2005–06: Giacomense
- 2006–07: Real Cesenatico
- 2007–08: Comacchio Lidi
- 2008–09: Valleverde Riccione
- 2009–10: Forlì
- 2010–11: Riccione
- 2011–12: Castenaso
- 2012–13: Romagna Centro
- 2013–14: Ribelle Castiglione
- 2014–15: Sammaurese
- 2015–16: Alfonsine
- 2016–17: Rimini
- 2017–18: Savignanese
- 2018–19: Alfonsine